# Lupo (torpediniera)
La Lupo è stata una torpediniera della Regia Marina.

## Storia
Nel primo periodo di servizio l'unità ebbe base in Sicilia, poi, nel gennaio 1940, venne trasferita in Mar Egeo.

### Seconda guerra mondiale
All'ingresso dell'Italia nella seconda guerra mondiale la nave era caposquadriglia della VIII Squadriglia torpediniere di base a Rodi, che formava insieme alle gemelle Lince, Libra e Lira. Fu inizialmente impiegata in compiti di scorta del naviglio mercantile nel Dodecaneso. Nell'autunno del 1940, in seguito all'attacco italiano alla Grecia, la Lupo iniziò ad essere utilizzata in missioni contro la nazione ellenica.
Nel dicembre 1940 assunse il comando dell'unità il capitano di fregata Francesco Mimbelli.
Il 30 gennaio 1941 la Lupo, partita da Rodi ed impegnata insieme alla gemella Lince in un pattugliamento antisom nel canale di Caso, individuò in posizione 35°31' N e 25°34' E il convoglio britannico «AN 14» che procedeva da Alessandria verso il Pireo scortato da un incrociatore ausiliario e da tre cacciatorpediniere. Dopo aver affidato alla Lince lo svolgimento di un'azione diversiva che distraesse le navi inglesi, la Lupo riuscì ad eludere la vigilanza della scorta ed a centrare con due siluri la nave cisterna Desmoulea (8120 tsl, carica di benzina e cherosene), che ebbe gravi danni (dovette essere rimorchiata dapprima a Suda, ove arrivò il 1º febbraio, e quindi, dopo riparazioni temporanee, trasferita il 6 maggio a Suez). Lupo e Lince si allontanarono poi indenni nonostante il violento fuoco d'artiglieria delle navi avversarie.
Il 25 febbraio la torpediniera caricò a Rodi 240 militari insieme alla Lince ed agli anziani cacciatorpediniere Crispi e Sella per riconquistare con tali truppe l'isolotto di Castelrosso, occupato con un colpo di mano da forze britanniche. Durante la notte tra il 25 ed il 26 il cacciatorpediniere britannico Hereward avvistò le due torpediniere ma, per congiungersi con il cacciatorpediniere Decoy prima di attaccare, perse il contatto con la formazione italiana, che non riuscì poi a ritrovare. Poco dopo la mezzanotte del 25 la Lupo si ormeggiò nel porto di Castelrosso e diede inizio alle operazioni di sbarco delle truppe, che tuttavia dovettero essere ben presto interrotte a causa delle condizioni meteomarine in rapido peggioramento. Il 27 febbraio la Lupo e la Lince, insieme a due MAS, tornarono a Castelrosso, seguite più tardi anche da Crispi e Sella, e poterono stavolta sbarcare le truppe, bombardando inoltre con le proprie artiglierie da 100 mm le posizioni britanniche, causando 3 morti e 7 feriti. Entro il 28 febbraio Castelrosso era tornato in mano italiana.

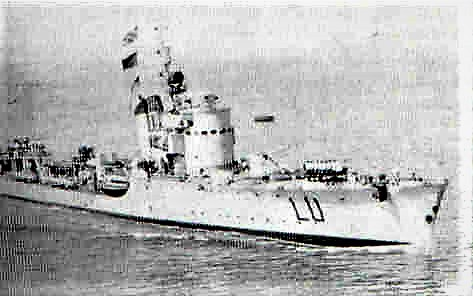
La Lupo al rientro dall’azione di Creta. Si possono notare a prua alcuni dei fori prodotti dai proiettili delle navi inglesi

Fu però la celebre azione di cui la nave fu protagonista durante la battaglia di Creta a renderla famosa. Il 19 maggio 1941, infatti, partì dal Pireo un convoglio di 21 caicchi con a bordo 2331 militari tedeschi, che, scortati dalla torpediniera Sirio, avrebbero dovuto raggiungere Creta per partecipare ai combattimenti in corso per l'occupazione dell'isola. Tuttavia sia la Sirio che 7 dei caicchi dovettero tornare in porto a seguito di avarie, e la torpediniera Curtatone, inviata a rimpiazzare la Sirio, affondò su mine nel golfo di Atene, prima di poter raggiungere il convoglio. Si decise allora di destinare alla scorta del convoglio la Lupo, che, salpata da Milo, venne a contatto con i caicchi nelle prime ore del 21 maggio. Il comandante Mimbelli, dato che nessuna delle altre imbarcazioni era provvista di apparecchiature radio, dovette dare gli ordini a mezzo bandiere e megafono, intraprendendo quindi la navigazione verso Creta, distante una cinquantina di miglia. Dal comando iniziarono tuttavia ad arrivare alla Lupo vari ordini contraddittori: alle 7.15 la torpediniera ricevette l'ordine di stazionare in attesa di nuovi ordini, alle 8.15 di tornare immediatamente a Milo con il convoglio, alle 11 di dirigere per Creta a tutta velocità – se necessario anche lasciando indietro i caicchi più lenti – per effettuare uno sbarco il mattino seguente. Questa serie di ordini era stata originata da reiterati avvistamenti e cambi di rotta di una formazione britannica, la Forza D, individuata nella zona: gli incrociatori leggeri Dido, Ajax ed Orion ed i cacciatorpediniere Hasty, Hereward, Janus e Kimberley. Alle 22.33 del 21 maggio una vedetta della Lupo (che era in navigazione circa cinque miglia a nord/nordest di Capo Spada) segnalò la sagoma di un cacciatorpediniere a dritta, ad una distanza compresa tra i 1200 ed i 1500 metri: si trattava del Janus, che, dopo aver avvistato il convoglio, tornò verso le altre navi inglesi, evitando così i due siluri che la torpediniera italiana aveva lanciato un minuto dopo l'avvistamento, con i tubi brandeggiati verso dritta. Alle 22.35 comparve anche un incrociatore – era il Dido – che aprì subito il fuoco, presto imitato dalle altre unità; in risposta la Lupo lanciò i due siluri rimanenti da circa 700 metri, ma il lancio fallì a causa della velocità sopravvalutata (28 nodi anziché 20) della nave nemica (anche se l'equipaggio italiano ebbe l'impressione di aver colpito il bersaglio). Mentre l'unità italiana, che aveva provveduto a coprire i caicchi con cortine fumogene – manovra resa però inutile dall'utilizzo del radar da parte degli inglesi –  accostava sulla sinistra aprendo il fuoco con cannoni e mitragliere, il tiro britannico divenne più efficace e la Lupo venne colpita da 18 proiettili di piccolo e medio calibro ed anche dal tiro delle mitragliere; il sottocapo furiere Orazio Indelicato ed il cannoniere P. M. Niccolò Moccole rimasero uccisi ed altri 26 uomini furono feriti tra cui alcuni gravemente, ma la torpediniera non riportò nessun danno rilevante, anche perché dei 18 colpi incassati solo tre scoppiarono, mentre gli altri erano difettosi. Dopo essere scampata per pochi metri alla collisione con un secondo incrociatore inglese, che le transitò a pochi metri a poppavia, la Lupo riuscì ad allontanarsi e ad evitare la distruzione grazie al buio ed anche alla confusione sorta tra la formazione nemica: il Dido infatti giunse a colpire accidentalmente l’Orion con alcuni proiettili da 40 mm, provocandogli danni modesti al ponte di comando ed alcune perdite (due morti e nove feriti; l’Orion ebbe inoltre a lamentare altri danni, anch'essi abbastanza irrilevanti, in seguito allo scoppio dei due siluri lanciati dalla Lupo contro il Dido). Dopo essersi ricomposto il gruppo inglese inseguì ed affondò dieci caicchi, con la morte di circa 800 uomini, mentre i superstiti quattro, grazie anche al diversivo rappresentato dal contrattacco della torpediniera, poterono fuggire e rientrare in porto. Lo scontro terminò alle quattro del mattino del 22. Nel combattimento il Dido consumò il 70 % del proprio munizionamento, l’Orion il 62 %, l’Ajax il 58 %. La Lupo, tornata più tardi sul posto, provvide al salvataggio dei naufraghi dei caicchi. In seguito all'ardita azione di Creta il comandante Mimbelli ricevette la Medaglia d'oro al valor militare, mentre la Medaglia d'argento al valor militare venne conferita alla bandiera della Lupo.

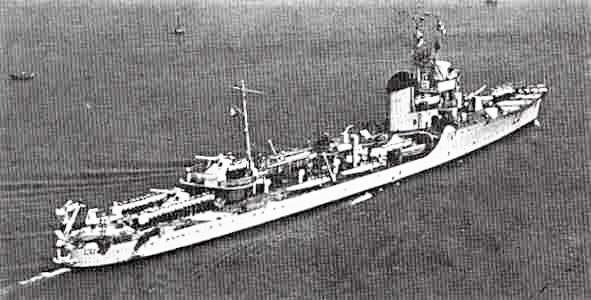
Un’altra immagine della Lupo subito dopo lo scontro nelle acque cretesi

Nel corso del 1941 la torpediniera venne modificata con l'eliminazione delle poco efficaci mitragliere da 13,2 mm e la loro sostituzione con 8 armi da 20/65 mm.
Nel pomeriggio del 19 ottobre 1941 la Lupo salpò dal Pireo di scorta, insieme alle torpediniere Altair e Monzambano ed all'incrociatore ausiliario Barletta, ad un convoglio di quattro mercantili (Città di Agrigento, Città di Marsala, Salzburg, Tagliamento) diretti a Candia. Nella sera dello stesso giorno, alle 19.30, l’Altair urtò nel Golfo Saronico una mina posata undici giorni prima dal sommergibile britannico Rorqual e perse la prua, immobilizzandosi con incendi a bordo. Mentre il resto del convoglio proseguiva, la Lupo si affiancò all'unità danneggiata e ne trasbordò l'equipaggio (furono salvati 124 uomini su un totale di 139 che erano a bordo della torpediniera), poi, alle nove di sera, dopo una breve caccia antisommergibile nell'eventualità che l'unità subacquea fosse nei paraggi, prese a rimorchio l’Altair, a bordo della quale frattanto l'incendio era stato circoscritto. Non ci fu tuttavia niente da fare ed alle 2.47 di notte del 20 ottobre la Lupo dovette tagliare i cavi di rimorchio e l’Altair affondò in posizione 34°45' N e 23°52' E (Golfo di Atene). Sullo stesso banco di mine affondò lo stesso giorno anche un'altra torpediniera, l’Aldebaran, uscita dal Pireo per soccorrere l’Altair.
Alle due del pomeriggio del 23 novembre 1941 la Lupo, ancora al comando del capitano di fregata Mimbelli, lasciò Atene insieme alla gemella Cassiopea per scortare a Bengasi, passando per il canale tra Cerigo e Cerigotto, in un momento molto difficile della guerra dei convogli, i piroscafi tedeschi Maritza e Procida carichi di rifornimenti, specialmente carburante per la Luftwaffe. Informati dai messaggi decifrati da Ultra, i comandi britannici predisposero l'uscita da Malta, per attaccare il convoglio, della Forza K, composta dagli incrociatori leggeri Aurora e Penelope e dai cacciatorpediniere Lance e Lively. La formazione inglese venne avvistata nelle prime ore del 24 novembre dal sommergibile Settembrini che lo segnalò a Supermarina e questa, a sua volta, inviò una comunicazione a tutte le navi in mare; ma questo messaggio non venne ricevuto a bordo della Lupo (che era caposcorta del convoglio), perché la sua stazione radio era stata sintonizzata solo sulle frequenze del comando di Atene, invece che di Supermarina. A sua volta nemmeno Supermarina sapeva che la Lupo non aveva ricevuto il messaggio, perché, in base agli ordini di silenzio radio, le navi non potevano confermare la ricezione delle comunicazioni. Alle 10.24 del 24 novembre un ricognitore britannico individuò il convoglio ed alle 15.47 le navi della Forza K attaccarono le navi italiane e tedesche. Il comandante Mimbelli decise di portare la propria unità al contrattacco per favorire il disimpegno delle altre navi: dopo aver ordinato ai due piroscafi di allontanarsi ed alla Cassiopea di coprirne il ripiegamento con cortine nebbiogene, diresse contro le navi britanniche aprendo il fuoco alle 16.03, da 14.000 metri. Alcuni proiettili da 100 mm della Lupo colpirono le sovrastrutture e l'opera morta del Penelope arrecandogli lievi danni, ma ben presto la torpediniera venne a sua volta colpita e dovette ritirarsi verso nord, mentre le navi inglesi, avvicinatesi ai mercantili, li prendevano sotto il loro tipo: in capo a dieci minuti il Maritza saltò in aria senza lasciare sopravvissuti ed immediatamente dopo anche il Procida venne affondato con tutto l'equipaggio. La Lupo tentò un nuovo contrattacco, ma dovette nuovamente rinunciare per la disparità di forze, ripiegando insieme alla Cassiopea ed allontanandosi favorita dalla pioggia.
Il 17 gennaio 1942 la torpediniera lasciò il Pireo per scortare a Suda, insieme alla Cassiopea, all'incrociatore ausiliario Barletta ed all'unità scorta tedesca Drache, i piroscafi Città di Savona, Città di Alessandria e Livorno (quest'ultimo tedesco): il giorno seguente il sommergibile HMS Porpoise attaccò il convoglio in posizione 35°32' N e 24°21' E, senza tuttavia provocare danni (non è da confondersi con il Livorno del convoglio in questione il mercantile italiano Città di Livorno, che lo stesso giorno saltò su mine posate dallo stesso Porpoise al largo di Creta).
Nel marzo 1942 il comandante Mimbelli, destinato al comando della IV Flottiglia MAS operante in Mar Nero, lasciò il comando della torpediniera.
A partire dalla metà del 1942 la Lupo iniziò ad operare, oltre che sulle rotte dell'Egeo, anche su quelle che conducevano in Libia.
Il 24 settembre 1942 la torpediniera, al comando del capitano di corvetta Zanchi, lasciò il Pireo per scortare a Tobruch, insieme al cacciatorpediniere da Recco ed alle torpediniere Sirio e Castore, i piroscafi Menes (tedesco) ed Anna Maria Gualdi (italiano), cui poi si aggiunsero la nave cisterna Proserpina e le torpediniere Libra e Lira. Il convoglio giunse a destinazione indenne dopo aver respinto un attacco aereo.
Alle otto del 2 settembre 1942 la Lupo salpò dal Pireo per scortare a Tobruk, insieme alle gemelle Polluce, Castore e Calliope, un convoglio composto dai piroscafi Padenna, Sportivo e Bianchi. Verso le quattro del pomeriggio del 3 settembre le navi, su indicazione di velivoli italiani, diressero verso il punto dov'era precipitato un ricognitore avversario – abbattuto dalla scorta aerea del convoglio – e la Lupo provvide al recupero dei naufraghi. Alle 18.45 dello stesso giorno il convoglio subì un primo attacco da parte di bombardieri Consolidated B-24 Liberator: la reazione della scorta disperse la formazione attaccante, obbligandola a ritirarsi. Intorno alla mezzanotte ebbe inizio un nuovo attacco aereo: il Bianchi venne colpito ed esplose, affondando in pochi secondi, mentre le altre unità si divisero: la Lupo e la Castore si allontanarono insieme allo Sportivo, la Polluce e la Calliope proseguirono in altra direzione con il Padenna. In successivi attacchi aerei e subacquei, durante la notte, andarono perduti sia la Polluce, incendiata da una bomba d'aereo e poi affondata durante il rimorchio, che il Padenna, silurato dal sommergibile britannico Thrasher.
Alle 14.55 del 16 settembre la Lupo salpò da Suda per scortare a Tobruk, unitamente alla gemella Sirio, i trasporti Dora (con a bordo 192 tonnellate di rifornimenti), C. Fougier (carico di 1347 tonnellate di munizioni ed altri rifornimenti) e Nerucci (con a bordo 1019 tonnellate di benzina e 134 di altri materiali): il convoglio arrivò a destinazione alle 10.15 del 18, dopo aver eluso un attacco da parte del sommergibile HMS Taku con obiettivo il Dora (il sommergibile britannico aveva infruttuosamente lanciato un siluro contro il mercantile mentre si trovava in posizione 32°29' N e 23°34' E).
Il 30 novembre 1942, alle undici di sera, la Lupo, al comando del capitano di corvetta Giuseppe Folli, lasciò Napoli per scortare a Tripoli, insieme alle torpediniere Ardito, Aretusa e Sagittario, il convoglio «C», formato dai piroscafi Chisone, Veloce e Devoli. Intorno alle otto di sera del 2 dicembre il convoglio fu attaccato da quattro aerosiluranti Fairey Albacore dell'821° ed 828° Squadron di Malta: il piroscafo Veloce riuscì con le proprie mitragliere ad abbattere un velivolo, ma alle 20.15 fu colpito da un siluro che lo incendiò, immobilizzandolo. La Lupo rimase sul posto (una ventina di miglia a sud della boa n. 4 delle secche di Kerkennah) per fornire assistenza, mentre il resto del convoglio proseguì verso la propria destinazione. Tra le 23.30 e la mezzanotte sopraggiunse la ricostituita Forza K, composta ora dai cacciatorpediniere Jervis, Nubian, Kelvin e Javelin: la Lupo, intenta nel recupero dei naufraghi del Veloce, non ebbe nemmeno tempo e modo di reagire: investita dal tiro delle unità britanniche affondò in pochi minuti nel golfo di Gabès, ed in breve analoga sorte toccò al piroscafo, il cui relitto abbandonato venne finito a cannonate e s'inabissò alle 23.45.
Dell'equipaggio della Lupo solo 29 uomini poterono essere salvati dalla torpediniera Ardente, mentre scomparvero in mare il comandante Folli ed altri 134 tra ufficiali, sottufficiali e marinai.
Il relitto della nave, privo della prua e della poppa, è stato ritrovato nel dicembre 2011, ad una profondità di circa 130 metri.

Comandanti
Capitano di corvetta Gennaro Cioppa (nato il 8 agosto 1904) (10 giugno - dicembre 1940)
Capitano di fregata Francesco Mimbelli (nato a Livorno il 16 aprile 1903) (dicembre 1940 - marzo 1942)
Capitano di corvetta Giuseppe Folli (nato a Bologna il 4 aprile 1909) (marzo - 3 dicembre 1942)

## Nome
Il nome  Lupo dall'omonima costellazione sarebbe poi stato assegnato ad una moderna fregata della Marina Militare in servizio dal 1977 al 2003.